# مرغداری پیوند
مرغداری پیوند یک منطقهٔ مسکونی در ایران است که در دهستان نرجه واقع شده‌است. مرغداری پیوند ۲۱ نفر جمعیت دارد.